# Jens Seiler
Jens Seiler (* 6. Juli 1966 in Northeim) ist ein deutscher Gedächtniskünstler und Gedächtnistrainer, der unter dem Künstlernamen Jens der Denker tätig ist.

## Biographie
Jens Seiler wurde mit einer beidseitigen Fußbehinderung geboren. Nach dem Umzug seiner Eltern nach Groß-Gerau im Rhein-Main-Gebiet verbrachte er die folgenden 14 Jahre seiner Kindheit nahezu durchgehend in den Unikliniken Frankfurt/Main. Privatlehrer ermutigten ihn, im Selbststudium Stenografie zu erlernen. Insbesondere interessierte er sich für Lexika, die er damals schon begann, auswendig zu lernen.
Seit 1996 arbeitet Seiler hauptberuflich als Gedächtnistrainer und tritt bei Veranstaltungen in Deutschland sowie weltweit in bisher 35 Ländern mit der Show „Die Magie des Denkens – Gehirnleistungen jenseits des Vorstellbaren“ auf. Regisseur dieser Bühnenshow ist der Dramaturg Dieter E. Neuhaus. Seiler trat auch bei einem Galaabend auf dem Weltwirtschaftsgipfel in Davos sowie im August 2006 für das Auswärtige Amt auf.
In seinen Seminaren vermittelt Seiler Techniken, um sich Dinge schnell und einfach merken zu können. Basis dafür ist die altgriechische Mnemotechnik, mit deren Hilfe er riesige Datenmengen auswendig gelernt hat. Unter anderem beherrscht er die 30-bändige Brockhaus-Enzyklopädie sowie alle bisher erschienenen 101.100 Fragen des Spieleklassikers Trivial Pursuit. Unter Beweis stellte er dies bei einem Live-Auftritt der RTL-Samstagabendshow „Unglaublich – Die Show der Merkwürdigkeiten“ am 15. Dezember 2007.
Speziell für Schüler hat er einen Mitmach-Vortrag Kinder/Jugendliche denken entwickelt, wofür er 2005 vom damaligen Baden-Württembergischen Ministerpräsidenten Günther Oettinger ausgezeichnet wurde. Mit diesem Vortrag ist er deutschlandweit an Schulen zu Gast; bisheriger Höhepunkt dieses Projekts war eine Tournee durch die Türkei.
Am 8. September 2008 wurde Jens Seiler einstimmig zum 1. Vorsitzenden des Vereins Klug – Klüger e.V. mit Sitz in Berlin gewählt. Dieser Verein setzt sich für die Förderung der Bildung Jugendlicher in Deutschland ein. Seiler unterstützte diesen Verein bis zu seinem Ausscheiden 2015 mit seinen Vorträgen und Büchern.
Der Verein wurde vom Deutschen Sparkassenverband in den Ideenkalender 2008 mit der Begründung aufgenommen: „Ihre Idee für ein kinderfreundliches Deutschland wurde von unserer Jury als einer der besten Vorschläge ausgewählt und am 25. Oktober 2008 auf der Internetseite Gut für Kinder präsentiert.“
2002 veröffentlichte die Tageszeitung Die Welt einen ganzseitigen Artikel über Jens Seiler.

## Weltrekorde
Seiler hielt früher vier verschiedene Weltrekorde:
- Eine Minute lang ließ er sich zweistellige Zahlen mit einer beliebigen Grundrechenart zurufen. Die Zuschauer hatten Taschenrechner, Jens Seiler nicht. Dennoch stimmte das Ergebnis nach 17 zugerufenen Zahlen und den dazugehörigen Rechnungen bis zur dritten Stelle hinter dem Komma überein. Dieser Rekord wurde im Rahmen des Hessentages 2003 aufgestellt. Zeugen waren Mitarbeiter des Hessischen Kultusministeriums, Vertreter des Hessischen Rundfunks und zahlreiche Live-Besucher.
- Innerhalb einer Minute lernte Jens Seiler eine 72-stellige Zahlenfolge auswendig und gab sie direkt wieder. Einen ersten Rekord mit 48 Zahlen stellte er während der Live-Sendung des Bayerischen Rundfunks „Guinnessshow der Rekorde“ auf. Zwei Wochen später erhöhte er in München diesen Rekord auf 72 Ziffern. Zeugen waren u. a. Hape Kerkeling, Nadja Auermann, Reinhold Beckmann und zahlreiche TV-Zuschauer. Dieser Weltrekord wurde inzwischen durch den Erfurter Gunther Karsten  gebrochen und steht nun bei 102 Ziffern.
- Ein Magisches Quadrat mit vier Mal vier Feldern füllte Jens Seiler in 11,4 Sekunden komplett und richtig aus. Der Rekord wurde im Rahmen der Künstlermesse der Gebrüder Dull im Juli 1996 in Sindelfingen aufgestellt. Zeugen waren die Gebrüder Dull sowie die anwesenden Messebesucher.
- Auf Konzentration kam es beim ersten Weltrekord live bei Wetten, dass..? an. Im Februar 1986 schrieb er im Schreibmaschinen-Rückwärtsschreiben 320 Anschläge pro Minute. Im August 1986 forderte ihn daraufhin die damalige amtierende Hessenmeisterin im Maschinenschreiben, Silvia Labusch, zu einem Duell heraus. Im Rahmen der Gewerbemesse des Gewerbevereins Groß-Gerau im hessischen Groß-Gerau fand dieses Duell statt. Jens, der Denker, tippte 826 Nettoanschläge pro Minute – rückwärts.

## Weitere Auszeichnungen
Im März 1998 erhielt Seiler den Fachmedienpreis als „Künstler des Jahres“ verliehen. Mit dieser Auszeichnung ehren die Redaktion Show Treff in Zusammenarbeit mit führenden Fachverlagen und Medien aus der Showszene Künstler in verschiedenen Sparten, Gruppen und Persönlichkeiten des Show- und Eventbusiness.

## Fernsehauftritte
Jens Seiler war unter anderem in Fernsehsendungen zu Gast:
- Wetten, dass..?
- ARD-Guinness-Show
- ARD "Gefragt – gejagt"
- RTL Unglaublich – Die Show der Merkwürdigkeiten
- RTL2 Welt der Wunder – Reportage
- ZDF – 4-teiliges Porträt
- SAT.1 – 17.30 (Porträt)
- Was bin ich?
- Wunschbox
- NDR DAS!
- RTL am Mittag
- On TV, Türkei
- Flash-TV, Türkei

## Veröffentlichungen
- Jens Seiler – Der große Gehirntrainer ISBN 978-3-406-61719-5
- Schnellrechnen – und alles besser merken! ISBN 3-89111-750-7
- Schneller Sprachen lernen – Der Universalschlüssel zu fast allen Sprachen ISBN 978-3-406-61780-5
- Was tun? – Mein Kind braucht ein gutes Gedächtnis. ISBN 3-89111-486-9
- Kinder denken – Auch Kinder sind Gedächtniskünstler. ISBN 3-8311-4584-9
- Denk-mal ISBN 3-8311-4234-3
- Schneller Lesen – Effizienter arbeiten durch Speed Reading. ISBN 978-3-406-59362-8
- Gedächtnistraining – Nie wieder vergesslich. ISBN 978-3-406-58812-9